# Вовчий Ракіт
Во́вчий Ракі́т (рос. Волчий Ракит) — селище у складі Бурлинського району Алтайського краю, Росія. Входить до складу Устьянської сільської ради.

## Населення
Населення — 60 осіб (2010; 120 у 2002).
Національний склад (станом на 2002 рік):
- казахи — 80 %